# スーモ

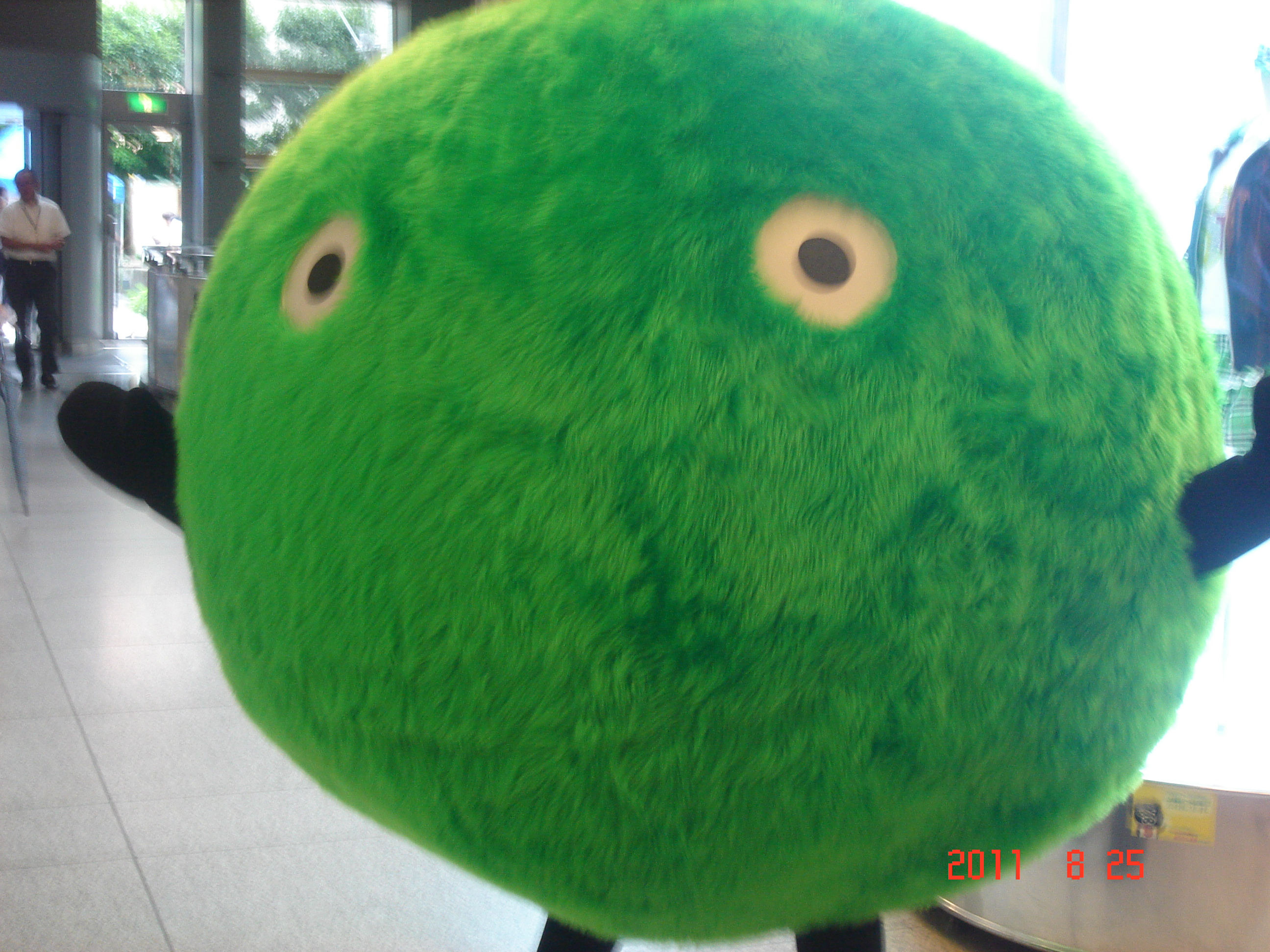
リクルート『SUUMO』のマスコットキャラクター「スーモ」

スーモ（英文表記：SUUMO）は、リクルートが運営する不動産情報サイト及び同サイトのマスコットキャラクターの名前。スーモブランドはインターネットサービスの他、実店舗相談サービスのスーモカウンターも展開をしている。
この記事では主にマスコットキャラクターについて説明する。

## ストーリー
10030歳になったスーモ星の宇宙人・スーモは、スーモ星の旅立ちを決意し、地球へ引っ越し地球で生活することになるのであった。

## キャラクター
共通点は、丸くそれぞれ着色がありマリモをモチーフにしたもので手足が黒い。以下、キャラクターは「キャラクター名（体色）」と表記する。
スーモ（黄緑色）
シャイだが、真面目で勉強熱心。趣味は、宇宙植物を育てること。スーモ星出身。オスーモ（雄）。年齢は、10030歳（地球でいえば30歳ぐらい。）。独身。スモミに片思いしている。よく居眠りをする。
くしゃみをするとき「もしゅん」という。好物は焼き芋。
「ママスーモにおいだされて、ちきゅうでおうちさがし」をしていた。地球へ引っ越してからはどこかのマンションに住んでいる。
日本語を理解しており、喋ることが出来る。
ドンスーモとは、友達でライバル。現在は、日本人と友達。
アニスーモ（水色）
スーモの兄。10035歳。実直で厳格だが弟思い。赤い眼鏡をかけている。
パパスーモ（青色）
スーモの父。スーモ歴一桁生まれ。青いメガネとヒゲをつけている。頑固で無口。趣味は、庭の盆栽の操作。ママスーモとは、小宇宙パーティで知り合う。
ママスーモ（赤色）
スーモの母。短気で怖いが、優しい一面を持つ。たまにほうきを持っている。スーモの将来を心配し、家から追い出した。髪型がサザエさんに似ている。
ドンスーモ（黒色）
ドンスーモ一家のボス。悪ガキで悪戯好き。靴と帽子にこだわる。片方に黒い眼鏡をしている。地球でスーモの部屋に飾られたスモミのポスターを見てからスモミに片思いしている。スーモとは、友達でライバル。
子分（黒色）
ドンスーモ一家の子分。命令に忠実で小心者。集団になると力が発揮する。5～8人ぐらいいる。
ドンUFO（黒色）
ドンスーモ一家の乗るUFO型の生物。燃料はブラックコーヒー。
スモミ（桃色）
スーモ星のファッションマガジン「スモッシィ」の専属モデル。赤いリボンをつけている。マネージャーに怒られて我慢できなくなり逃走したが後で過ちに気づき、スーモ星へ帰った。過去にスーモと同級生（幼馴染）。
トトモ（青色）
スーモの友達。
ドモモ４兄弟（橙色）
土星に住んでる兄弟。「宇宙引越センター」と言うベンチャー企業を立ち上げた実業家兄弟。
クワシーモ（青色）
眼鏡をかけた老人でスーモの学生時代の恩師。植物学が専門だが、学問全般に精通。スーモ星の宝といわれる博士。
スモル（黄色）
スーモの想像の子供。おしゃぶりを咥えている上に目も真っ黒。
日本人
「スーモの部屋　マンガ」「CM」にでている。スーモやドンスーモのことを知っている人もいる。

## SUUMORECRUIT
スーモの公式YouTubeチャンネル。CMや「スーモのお話」などを配信している。

### 動画リスト
- TVCM

過去に放送したCMを配信している。
- 【公式】がんばれスーモ!ドモモと引越し大作戦

引っ越しに大事な9種類の情報が配信している。
- SUUMO（スーモ）引越し見積もり イケメン引越し男子祭り
- 【公式】SUUMOまとまらない劇場

## 提供番組
テレビ
- 青のSP―学校内警察・嶋田隆平―
- 水曜ドラマ (日本テレビ) (2018年10月 - それまで提供だったホンダから引き継いだ。)

ラジオ
- 津田健次郎　SPEA/KING（2025年2月 - ）[3]